# 쿠츠나 시오리
쿠츠나 시오리(일본어: 忽那 汐里 くつな しおり[*], 1992년 12월 22일~)는 일본과 호주의 배우이다. 호주 시드니 출신으로, 소속사는 오스카 프로모션이다. 호리코시 고등학교를 졸업하였고, 현재 도내의 대학교를 중퇴했다.

## 약력
- 2006년 제11회 일본 미소녀 선발대회에서 심사위원 특별상을 수상했다.
- 2007년 방송된 TBS 드라마 《3학년 B반 킨파치 선생》에서 귀국자녀 역학을 맡아, 배우 활동을 시작했다.
- 2008년 유니티카 "유니치카 마스코트 걸"과 에자키 글리코 "Pocky(포키)"의 제50대 포키 프린세스에 발탁됐다.[1][2]
- 2009년 BS 아사히 드라마 《7만인 탐정 니토베》으로 드라마 첫 주연을 맡았다.
  - 2월 9일 일본에서 첫 개최 (7월)이 되는 국제 생물학 올림픽 생물 대사로 임명되었다.
- 2012년 제85회 키네마 준보 베스트 텐 신인 여우상, 제66회 마이니치 영화 콩쿨 스포니치 그랑프리 신인상을 수상하였다.[3]

## 인물
- 일본 미소녀 선발대회에는 오스트레일리아 시드니에서 당시 재학 중의 학교의 겨울 방학때 시드니에서 참가했다. 2006년에 일본으로 돌아와, 조부모의 집에서 살고 있었지만, 2007년 겨울에 어머니와 동생이 귀국했고, 도쿄에서 3명이 살고 있다.
- 일본어와 영어를 모두 사용한다. 가족은 평소 일본어로 대화하며, 생활했기 때문에, 자신은 완벽한 일본어를 말할 수 있다고 생각했지만, 촬영 현장에서 가끔 일본어 발음을 지적받기도 한다.
- 2011년 2월 18일에 호리코시 고등학교를 졸업했다. 동급생에 같은 사무소의 가와기타 마유코와 영화 《소녀들의 나침반》에 함께 출연한 나루미 리코, 미우라 모에, 나가이 안즈, 니시와키 아야카 등이 있다.
- 카메라를 좋아해, 평소 사진을 찍는 것을 취미로 하고 있다. 콘데지, 아날로그, SLR 포함 10대의 카메라를 소유하고 있다.
- 좋아하는 음악은 록과 클래식, 비틀즈와 시이나 링고, 유라유라제국이다. 이외에도 히사이시 조와 사카모토 류이치 등을 좋아한다. 또한 2010년 4월 12일 방송된 후지 TV의 《메자먀시 테레비》에서 일본에 돌아와 처음 좋아하게 된 해외 이외의 뮤지션은 시이나 링고라고 말했다.

## 출연 작품

### 텔레비전 드라마
- 2007년~2008년 TBS 《3학년 B반 킨파치 선생 시즌 8》 - 카나이 료코 역
- 2008년 후지 TV 《태양과 바다의 교실》 - 후지사와 리사 역
- 2008년 BS-i 《Pocky 4Sisters! "보낼 수없는 편지 편"》 - 스토리 텔러 역
- 2009년 후지 TV 《메이의 집사》 - 아모우 린 역
- 2009년 BS 아사히 《7만인 탐정 니토베》 - 니토베 츠구미 역
- 2009년 후지 TV 《마녀재판》 - 카시와기 하루카 역
- 2009년 TBS 《소공녀 세이라》 - 미즈시마 카오리 역
- 2010년 후지 TV 《졸업 노래 제1밤 "Best Friend"》 - 사토 마미 역
- 2011년 NHK 후쿠오카 《낯선 우리 동네》 - 타케모토 노조미 역
- 2011년 NTV 《합의교섭인 분쟁해소》 - 사쿠라 아야노 역
- 2011년 TBS 《3학년 B반 킨파치 선생 파이널 "마지막주는 말"》 - 카나이 료코 역
- 2011년 NTV 《명탐정 코난 드라마 스페셜: 쿠도 신이치에게 보내는 도전장~ 괴조전설의 수수께끼~ 》 - 모리 란 역
- 2011년 NTV 《명탐정 코난 쿠도 신이치에게 보내는 도전장》 - 모리 란 역
- 2011년 NHK 《대하드라마 고우~공주들의 전국~》 - 센 역
- 2011년 NTV 《가정부 미타》 - 아스다 유이 역
- 2012년 후지 TV 《O-PARTS~ 오파츠~》 - 미야 유키 역
- 2011년 NTV 《명탐정 코난 드라마 스페셜: 쿠도 신이치 교토 신선조 살인 사건]]》 - 모리 란 역
- 2012년 후지 TV 《기묘한 이야기 2012년 봄 특별편 "탈의실"》 - 카시와기 미사 역
- 2012년 TBS 《꿈의 문 특별편 "20년 후의 너에게"》 - 사와다 마리코 역
- 2012년 NHK 《싱글 마더즈》 - 키지마 유키 역
- 2013년 NTV 《울지마, 하라 짱》 - 콘노 키요미 역
- 2013년 후지 TV 《가족 게임》 - 아사미 마이카 역

### 영화
- 2009년 《수호천사》 (에이벡스 엔터테인먼트) - 미야 료코 역
- 2010년 《반쪽 달이 떠오르는 하늘》 (IMJ 엔터테인먼트) - 아키바 리카 역
- 2010년 《촌마게 푸딩》 (제이스톰)
- 2010년 《BECK》 (쇼치쿠)
- 2011년 《소녀들의 나침반》 (클락 웍스 / 고·시네마)
- 2011년 《마이 백 페이지》 (아스믹 에이스 엔터테인먼트)
- 2012년 《구스코부도리 전기》 (워너 브라더스 영화) - 네리 ※목소리 출연(더빙)
- 2012년 《워킹 홀리데이》 (요시모토 크리에이티브 에이전시)
- 2015년 《해난 1890》 (도에이)
- 2017년 《기적: 그 날의 소비토》 - 리카 역
- 2017년 《오 루시!》 - 미카 역
- 2017년 《네코아츠메의 집》
- 2018년 《데드풀 2》 (20세기 폭스 영화) - 유키오 역
- 2018년 《아웃사이더》
- 2019년 《머더 미스터리》 (넷플릭스 영화) - 수지 역
- 2024년 《데드풀과 울버린》 (20세기 폭스 영화) - 유키오 역

## 그외 출연

### 버라이어티
- 제11회 전일본 국민적 미소녀 콘테스트 그랑프리 탄생 밀착 문서(2006년 9월 10일, TV 아사히)

### PV
- ORANGE RANGE 〈오샤레반쵸〉(2008년)
- ASIA ENGINEER 〈내가 할 수 있는 것의 모든 것〉(2009년)

### WEB
- 《모바도라 vol.2 4 × 4 "미사키 ~ never cry"》(2010년, Universal J) - 미사키 역
- 《취업 전선 이상있다》(2010년, LISMO Channel) - 레나 역
- 《otogi ★ story "카구야 히메"》(2012년, NTTdocomo 앱 & 리뷰) - 카구야 공주 역

## CM
현재 출연
- 모스 버거 소금 버터 치킨 버거(2010년~)
- dip 작동 스마일 프로젝트(2011년~)
- 카리에 BEASHOW by noz(2012년)
- DAIHATSU 캠페인(2012년~)
- 세이코 엡손 컬러 리오(2012년~)

과거 출연
- NTT 동일본 DENPO115(2008년)
- 아에라 홈 쿠라쥬 플러스(2008년)
- TAKARATOMY Hi-kara(2008년)
- 에자키 글리코 pocky(2008년~2010년)
- 쿄토 키모노 유우젠 기업(2010년)
- 산토리 음료 우롱 차 프리미엄 클리어(2011년)

### 지면 광고
- 제16대 유니치카 마스코트 걸(2008년~2009년)
- 제20회 국제 생물학 올림픽 생물 대사(2009년)
- 경시청 경찰관 채용 포스터(2009년)
- 소방청 전국 통일 방화 표어 방화 포스터(2010년)
- 쿄토 키모노 유우 젠 이미지 캐릭터(2011년~)
- 중앙 노동 재해 방지 협회 "전국 노동 위생 주간" 포스터(2011년)
- 재단법인 소방 시험 연구 센터 자격 시험 홍보 포스터(2012년)

## 서적

### DVD
- 제11회 전일본 국민적 미소녀 콘테스트 미소녀 2006(2006년 11월 15일, 이넷트 후론티아)

### 사진집
- 쿠쓰나 시오리 퍼스트 사진집 seven sips of water(2010년 8월 27일, 와니 북스) ISBN 978-4-8470-4304-8

### 게임
- 《레이튼 교수와 초 문명 A의 유산》(2013년 발매 예정, 레벨 파이브) - 아리아 역(목소리 출연)

## 수상 내역
- 2006년 제11회 전일본 국민적 미소녀 콘테스트 심사위원 특별상
- 2011년 제85회 키네마 준보 베스트 텐 신인 여우상("소녀들의 나침반" "마이 백 페이지")
- 2011년 제66회 마이니치 영화 콩쿨 스포니치 그랑프리 신인상("마이 백 페이지")